# Торнако
То̀рнако (на италиански: Tornaco, на местен диалект: Torgan, Торган) е село и община в Северна Италия, провинция Новара, регион Пиемонт. Разположено е на 122 m надморска височина. Населението на общината е 864 души (към 2010 г.).